# Molagnies
Molagnies település Franciaországban, Seine-Maritime megyében. Lakosainak száma 209 fő (2022. január 1.). Molagnies Saint-Quentin-des-Prés, Cuy-Saint-Fiacre és Gancourt-Saint-Étienne községekkel határos.

## Népesség
A település népességének változása:
| Lakosok száma | 176  | 171  | 174  | 167  | 186  | 197  | 207  | 209  | 209  |
|               | 2013 | 2015 | 2016 | 2017 | 2018 | 2019 | 2020 | 2021 | 2022 |